# 布蘭登堡的芭芭拉 (1527-1595)

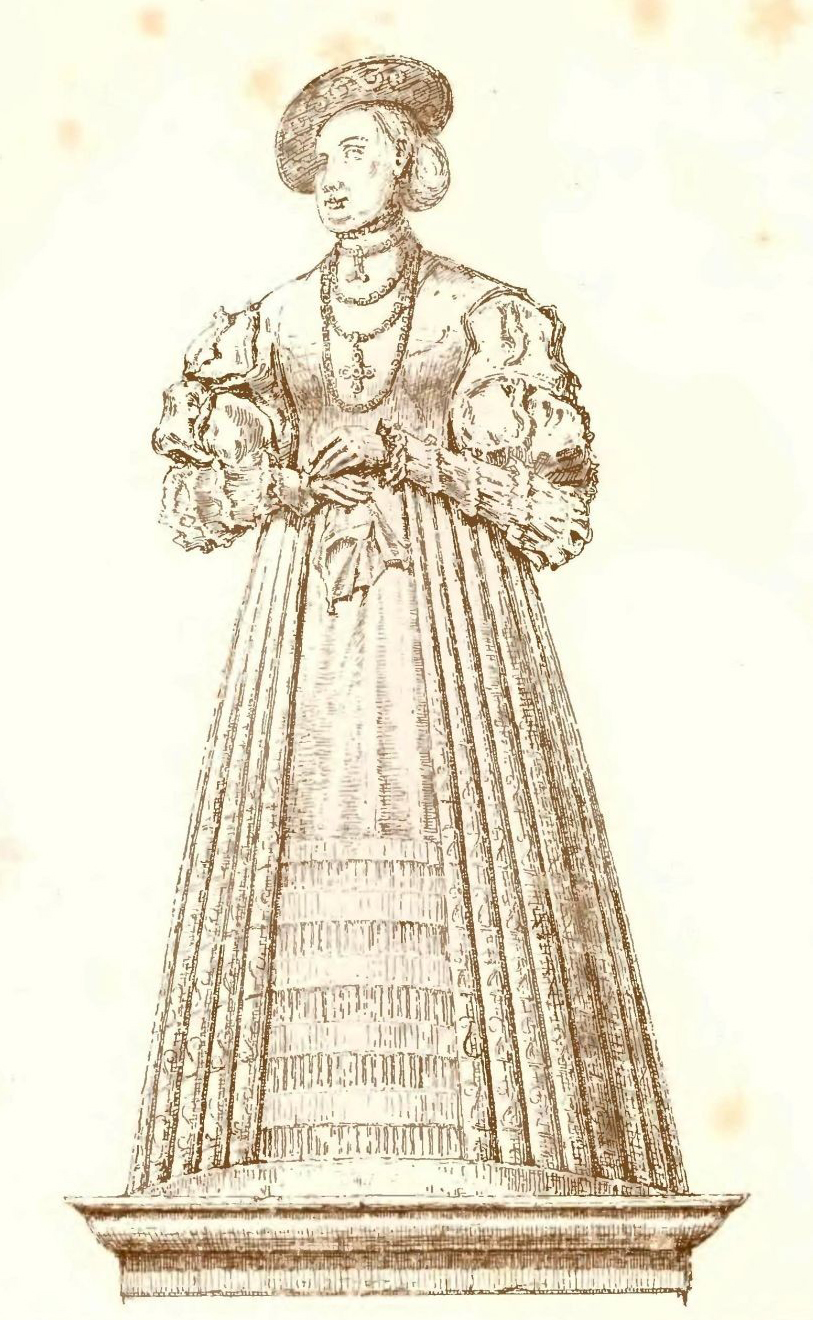
布蘭登堡的芭芭拉

布蘭登堡的芭芭拉（德語：Barbara von Brandenburg，1527年8月10日—1595年1月2日），布熱格女公爵，1586年至1595年在位。
芭芭拉是布蘭登堡選侯約阿希姆二世的女兒。1545年，芭芭拉與布熱格的傑日結婚。當傑日於1586年去世時，奧瓦瓦與沃武夫由兩個兒子繼承，布熱格則留給了芭芭拉。

## 子女
1. 芭芭拉（1548年—1565年），早逝
2. 約阿希姆·腓特烈（1550年—1602年）
3. 揚·傑日（英语：John George of Ohlau）（1552年—1592年）
4. 伊莉莎白（1562年—1630年），明斯特伯格-奧斯公爵夫人